# Erasmus Desiderius Wandera
Erasmus Desiderius Wandera (Dabani, 16 de abril de 1930 – Mbale, 8 de dezembro de 2022) foi um prelado católico romano de Uganda que serviu como bispo da Diocese Católica Romana de Soroti, de 29 de novembro de 1980 a 27 de junho de 2007.

## Início de vida e sacerdócio
Wandera nasceu no dia 16 de abril de 1930 em Dabani, no actual distrito de Busia, na região oriental de Uganda. Em 27 de dezembro de 1956, foi ordenado sacerdote. Ele serviu como padre até 29 de novembro de 1980.

## Bispo
Wandera foi nomeado bispo de Soroti em 29 de novembro de 1980 e foi consagrado bispo em 29 de março de 1981, pelo cardeal Emmanuel Kiwanuka Nsubuga, arcebispo de Campala, assistido pelo bispo James Odongo, bispo de Tororo, e pelo arcebispo Henri Lemaître, arcebispo titular de Tongres. Wandera serviu como bispo até 2007. Em 27 de junho de 2007, o bispo Erasmus Desiderius Wandera aposentou-se e viveu como bispo emérito de Soroti.

## Morte
Wandera morreu em 8 de dezembro de 2022 em Mbale.